# 敕賜普門報恩寺

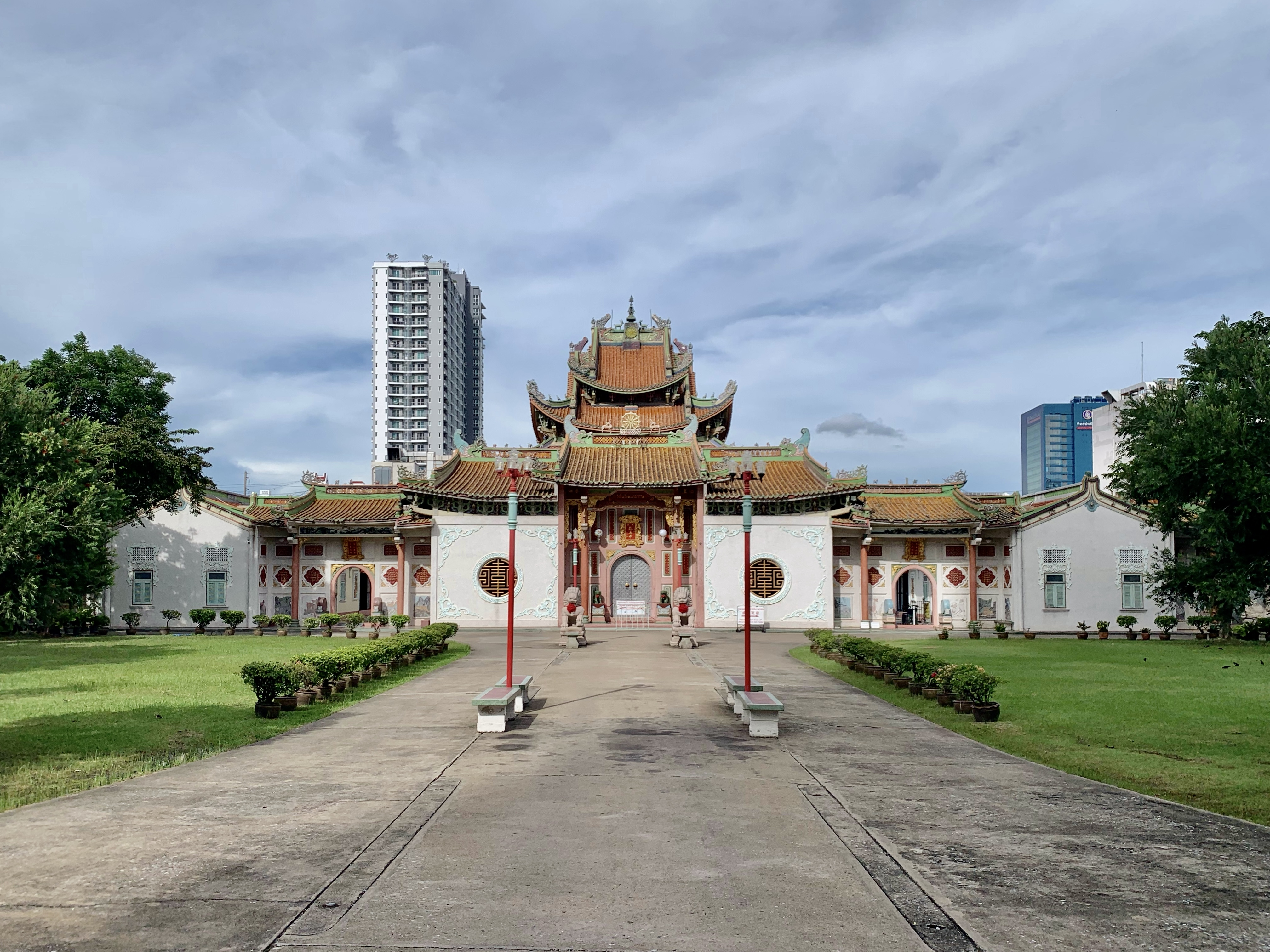
敕賜普門報恩寺

敕賜普門報恩寺位於泰國的首都曼谷的然那哇縣之十九街(Sathupradit 19)323號。由原籍中華民國的廣東省之揭陽縣的中國之國民黨的軍人黃先生(1902年至1986年)，他的別號為普淨法師（Phochang），在他的一生裡，曾經建造十多棟佛寺，敕賜普門報恩寺亦是他建成的中國西藏式佛寺。

## 歷史
- 在1959年開始興建，當時佔地面積約5公頃，耗資泰幣30億銖，在1965年完成第一期工程，包括：祖師殿、觀音殿、地藏殿、古佛殿、諸佛殿、立化菩薩殿、功德林、五觀堂、僧寮、靜室、辦公室及會客室等。梵宇巍峨，宏偉莊嚴，為曼谷華人佛寺之冠。
- 1965年3月12日舉行開山晉寺大典，由泰國君主拉瑪九世敕賜奠界。
- 其後，完成第二期工程，包括：學法堂、中泰雲水堂及南北雲水堂等建築物。
- 而其主要建築：大雄寶殿，則於於1969年落成，橫匾：「供養十方諸佛菩薩」，供奉一尊巨型釋迦牟尼的雕像，並有84,000多尊小型釋迦牟尼的雕像被供奉於四壁。亦有500尊黃金羅漢的雕像被供奉於羅漢堂。
- 1986年，普淨法師圓寂後，建造七層的「懷念普淨大尊者大樓」。

## 開放時間
- 每天上午7:00至晚上6:00。

## 公共交通
- 公共汽車：35、62及77。

## 外部連結
- 敕賜普門報恩寺的照片冊 （页面存档备份，存于）
- 普門報恩寺 （页面存档备份，存于）